# Опівнічні Яструби
Опівнічні Яструби (англ. Midnight Hawks) — пілотажна група ВПС Фінляндії, заснована в 1997 році на військовому аеродромі Каугава. Група використовує для шоу тренувальні літаки BAE Hawk у кількості 4 одиниці (плюс один резервний).

## Історія
Ще до Другої світової війни Академія ВПС Фінляндії використовувала літаки Gloster Gamecock та інші для демонстраційних польотів.  Традиція цих шоу продовжилася після війни, і вона стала торговою маркою щорічного авіашоу «Опівнічне Сонце» (англ. Midnight Sun Airshow) Тренувального крила Фінських ВПС. Завдяки білим ночам авіашоу починається близько 19:00 і триває до опівночі. Спочатку це були просто святкування літнього сонцестояння для родичів пілотів і жителів Каугави, де була розташована академія, але з роками ця подія перетворилася на авіашоу та фестиваль з багатьма іноземними учасниками та понад 20 000 глядачів .
Інструктори Тренувального крила завжди виконували під час «Опівнічного Сонця» польоти у строю, що були частиною звичайної навчальної програми. Пілотні інструктори просто демонстрували свої навички та літальний апарат глядачам, спеціальних назв команд чи літаків не використовувалося до 1997 року, хоча існувало кілька прізвиськ команд, часто заснованих на імені їх лідерів. Використовувалися стандартні навчальні літаки тренувального авіакрила — між 1960 і 1980 це були Saab Safir і Fouga Magister, з початку 1980-х — Valmet Vinka і BAE Hawk Mk 51. Таким чином, протягом останніх сорока Тренувальне авіакрило ВПС Фінляндії мало дві пілотажні групи: з базовим тренувальним літаком і з тренувальним винищувачем. Обидві команди виступали майже виключно на «Опівнічному Сонці» один раз за літо.
У 1990-х роках реактивна демонстраційна команда Тренувального повітряного крила ВПС Фінляндії почала розширювати свої виступи, виступаючи в інших авіашоу. Вигляд чотирьох BAe Hawk у щільному строю став знайомим тисячам глядачів авіашоу по всій країні, хоча команда так і не мала назви чи офіційного статусу. У 1997 році на найбільшому авіашоу в історії Фінляндії, Міжнародному авіашоу в Оулу, команда з'явилася під назвою «Опівнічні яструби», англ. Midnight Hawks.
Перший закордонний виступ відбувся на авіашоу AirPower (Цельтвег, Австрія) у 2000 році. Зустрівши позитивну реакцію і за кордоном, група взяла участь у Royal International Air Tattoo у Ферфорді в 2004 році.
Зазвичай шоу «Опівнічних яструбів» триває 15-20 хвилин, протягом яких команда виконує фігури у щільному строю. Якщо дозволяють погодні умови, літаки в кінці шоу одночасно сідають на злітну смугу.

## Персонал і літаки
Усі члени команди є льотними інструкторами в Академії ВПС Фінляндії та знаходяться на дійсній службі. На 2023 рік до групи входять такі учасники :
- наземний командир — капітан Оскарі Техтінен
- лідер — капітан Юхо Тервахартіал
- лівий фланг — капітан Вілле Кіріятшенко
- правий фланг — капітан Йонас Суннарі
- замикаючий — капітан Петтері Валгрен
- коментатор і запасний пілот — Лаурі Лаппалайнен

Група технічного обслуговування складається з семи осіб, головним з яких є офіцер технічної служби старший сержант Лассе Алгрен.
«Яструби» не мають спеціальних літаків для виступів, а використовують штатні тренувальні винищувачі 41-ї винищувальної ескадрильї. Через це вони не мають командних кольорів, і єдиною зміною оформлення є номери на хвостовому кермі, що ставляться напередодні кожного показу (основні літаки позначаються цифрами від 1 до 4, резервний — цифрою 7) 

## Галерея

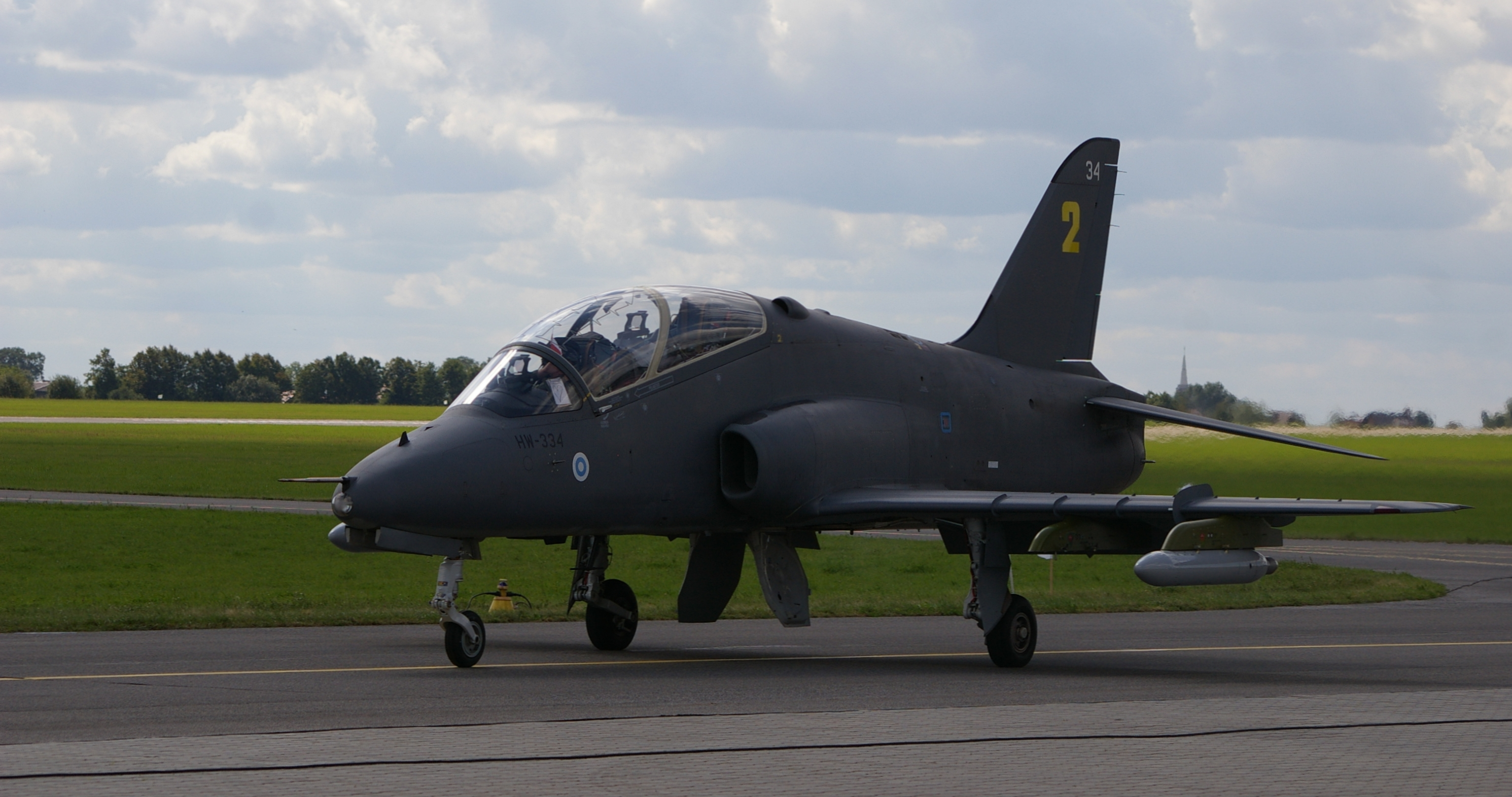
Один з літаків команди.
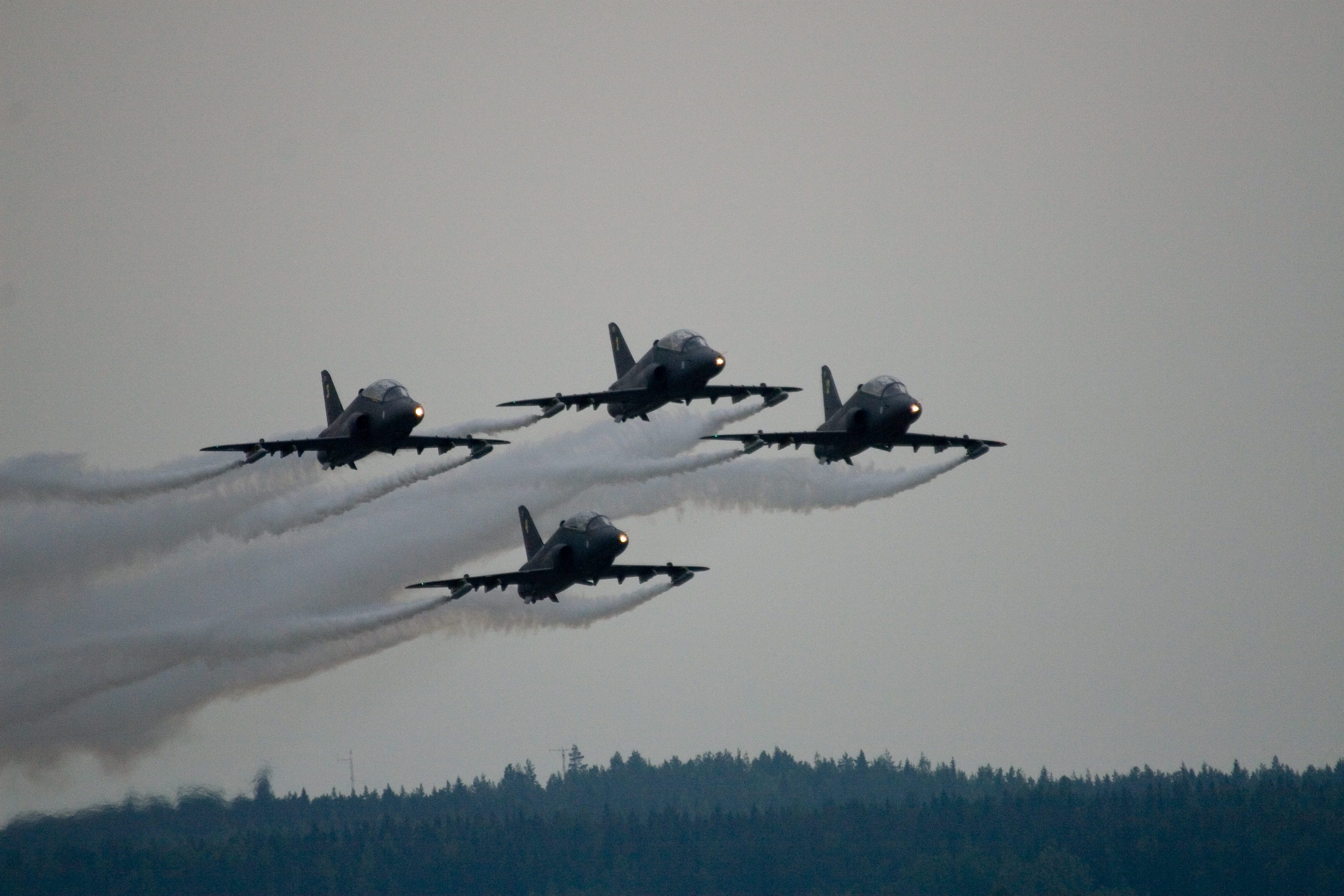
Каугава, 2008.
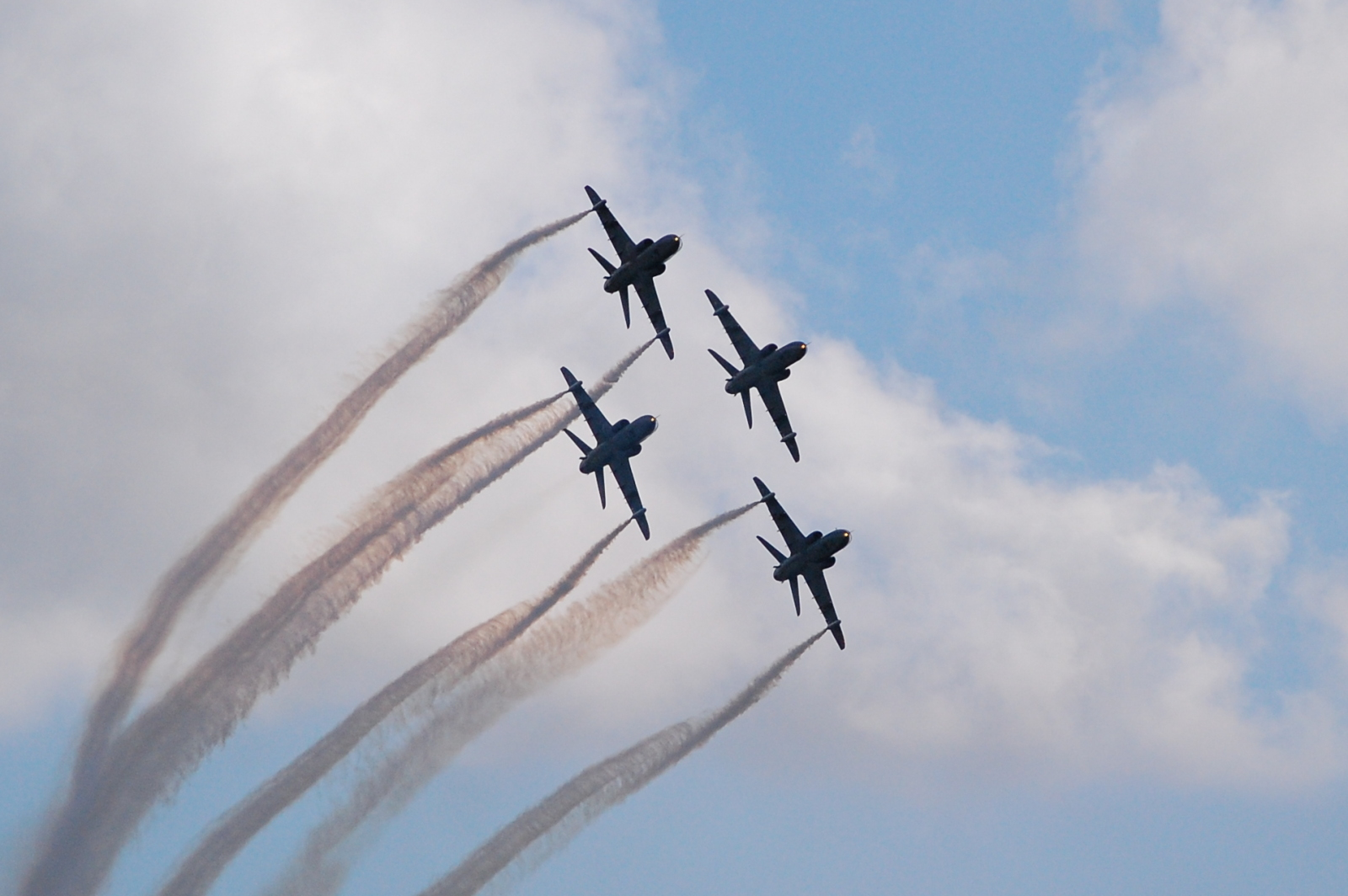
На Radom Air Show в 2009.
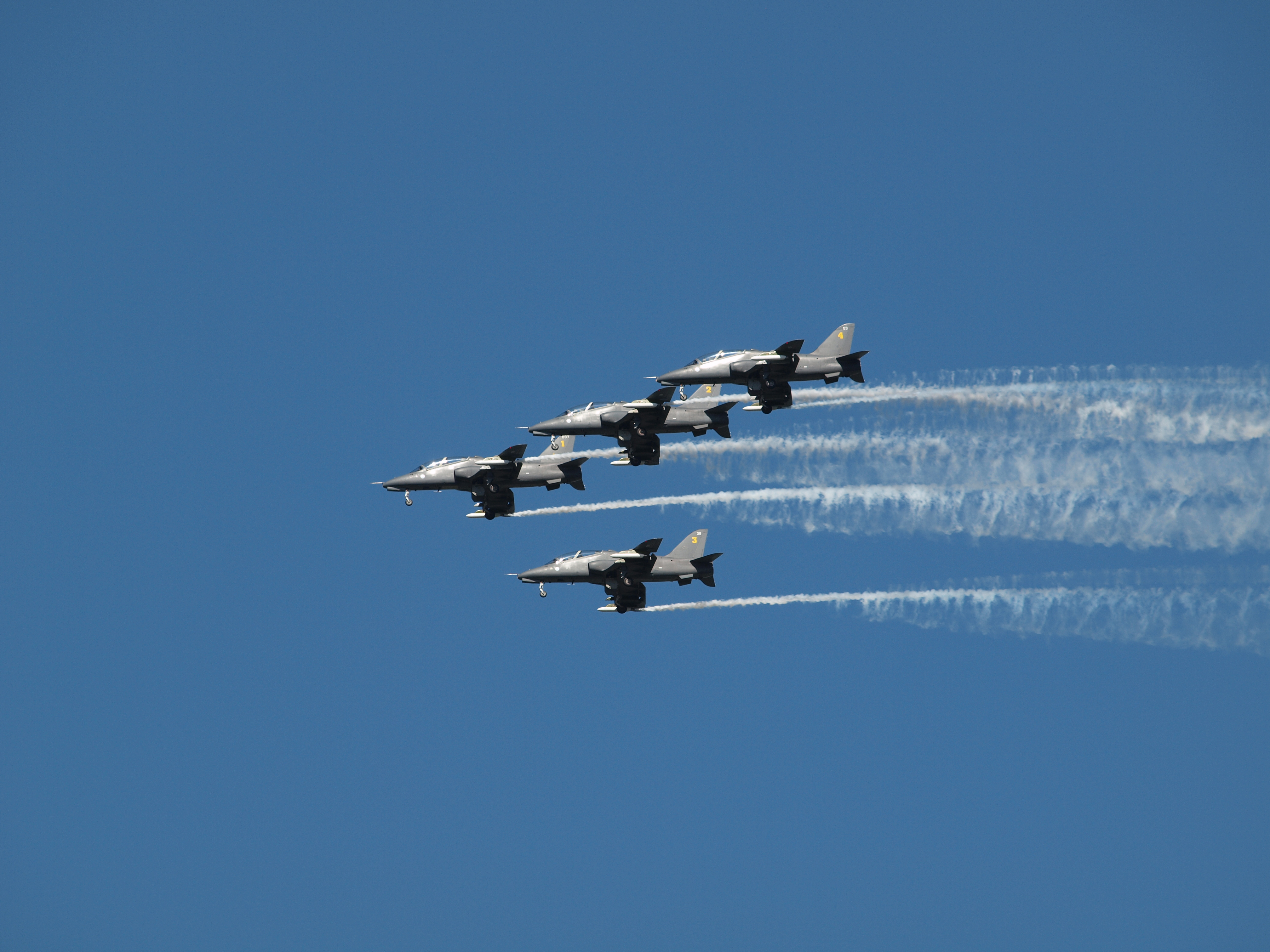
Авіашоу з нагоди 80-річчя аеропорту Мальмі[fi] у 2017.
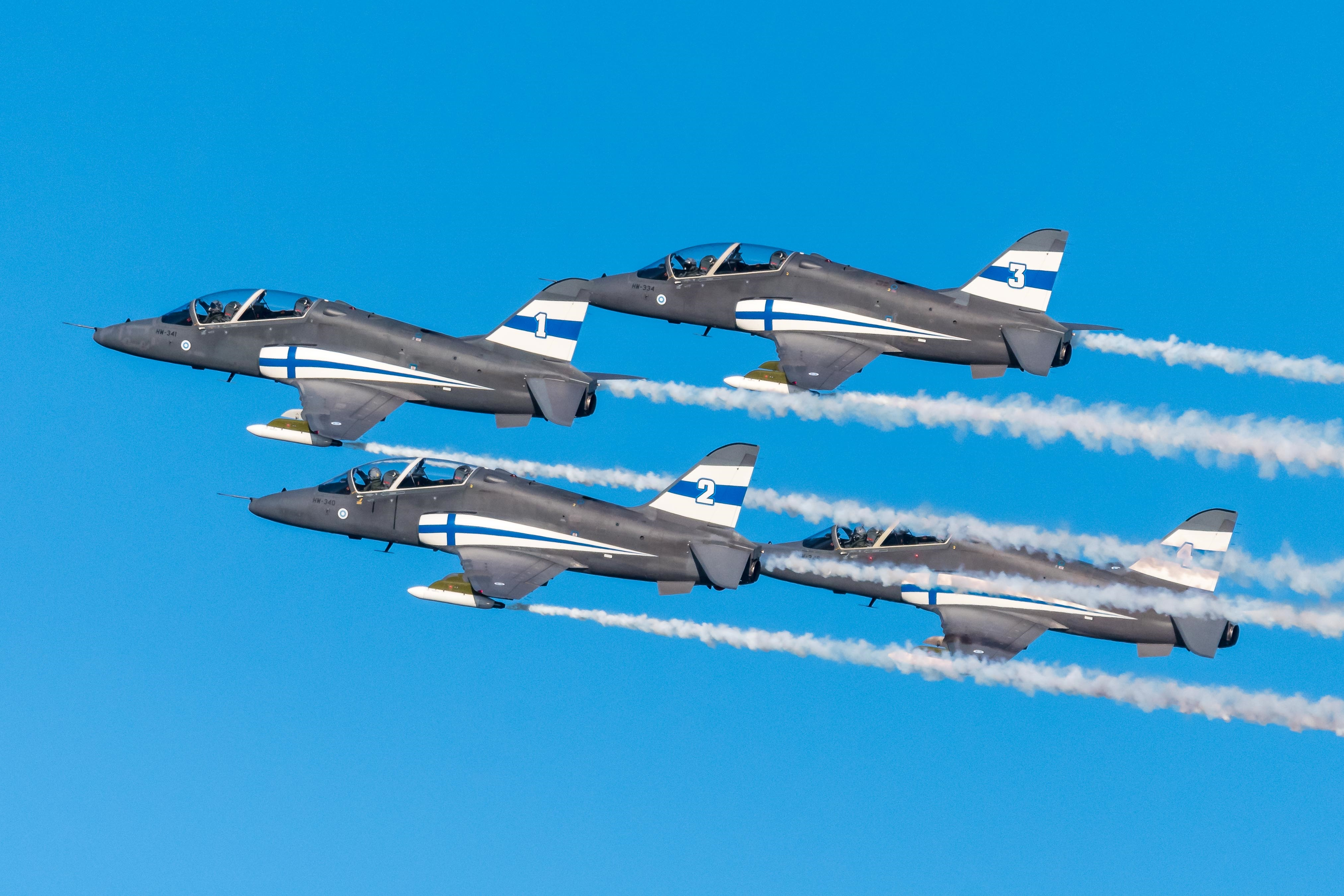
Авіашоу в Кайвопуйсто[en], Фінляндія.